# AirPrint
AirPrintとはAppleのMac OS X Lion以降とiOS 4.2以降の機能で無線LAN(Wi-Fi)を通してAirPrint対応プリンター（HPのePrintシリーズ、キヤノンの2011年9月以降発売のワイヤレスモデル、ブラザー工業の一部機種、エプソンの2011年秋以降モデル）もしくはWindows、macOS、GNU/Linux PC に接続している非対応プリンターに直接印刷できる機能である。特定のプリンターに対応したドライバを必要としない。

## 対応プリンター
2010年のAirPrint発表時、HP Photosmart Plus e-All-in-Oneシリーズ全機種など12機種のプリンターがAirPrintに対応しており、現在のリストはAppleのサポートサイトに掲載されている。
2011年8月31日、エプソンが同年秋にAirPrint対応のインクジェットプリンターを発売することを発表し、ワールドワイドモデル54機種が該当するとした。
同年9月、キヤノンがMG8220、MG6220、MG5320のPixma(日本名ピクサス)インクジェットプリンター3機種のファームウェアのアップデートでAirPrintに対応させた。以降のモデルでもAirPrint対応になる。
2012年8月時点でブラザー、キヤノン、エプソン、ヒューレット・パッカード、レックスマーク、サムスン、デルの合わせて200機種以上で、12月時点でさらにインフォテック、ラニア、レノボ、リコー、サビンが加わり合わせて450機種以上のプリンターがAirPrintに対応している。Appleではサポートサイトで対応プリンターに一覧表を掲載し更新している。
他のプリンターでのAirPrint対応は既にローカルでの印刷や同じネットワークでの共有の設定がされたプリンターの中間システムでの対応を設定する必要がある。これはバージョン1.4.6以降のCUPSが搭載されたGNU/Linuxディストリビューション（Trisquel 5、Ubuntu 11.04）で自動的に行われる。
バージョン1.4.6以前のCUPSが動いている、DNS型サービスディスカバリーの有るサーバーではDNS-SDプリンターサービスディスカバリー記録をネームサーバーに追加することで手動で設定できる。CUPSはデフォルトの印刷サブシステムとしてMac OSの直近のバージョンやほとんどのGNU/Linuxディストリビューションに搭載されている。

## 古いプリンターへの対応
いくつかのソフトウェアソリューションでAirPrint非対応プリンターをiOS端末で使用できるようになっており、AirPrintの非公式クローンやAirPrintネイティブ対応プリンターのフル機能を減らしたのが存在する。これらはまたAppleによるOSのアップデートと関係なく使用出来る事で知られている。

### handyPrint
handyPrint とはmacOSのアプリケーションでiPod、iPad、iPhoneからAirPrintプロトコル非対応の古いプリンターに印刷することができる。かつてはAirPrint Activatorと呼称されていた。
iOS 4.3、iOS 5、iOS 6に対応し、OS XのSnow Leopard (10.6)、Lion (10.7)、Mountain Lion (10.8)で動作する。これは過去のバージョン2を完全に書き換えたものである。
iOS 7に対応し、OS XのLion(10.7.5以降)、Mountain Lion (10.8)、Mavericks(10.9)で使えるのはVersion.5以降。

### Netgear Genie
NetgearはMac OS X v10.6とWindows XP、Vista、7、8に対応するGenieアプリケーションで同じくAirPrintを通して任意の共有ネットワークに接続されたプリンターを使用可能にする。Netgear routersの現ユーザーに無料で提供される。